# Ludovico Bruno
Ludovico Bruno (Acqui o Roccaverano, 31 ottobre 1434 o 1445 – Roma, 6 febbraio 1508) è stato un vescovo cattolico italiano, vescovo di Acqui dal 1499 fino alla sua morte.

## Biografia
Ludovico Bruno dei conti di Roccaverano nacque ad Acqui il 31 ottobre 1434 o secondo altre fonti a Roccaveranonel 1445.
A un certo punto della sua vita si trasferì nei Paesi Bassi dove nel 1477 si immatricolò all'università di Lovanio e l'anno dopo scrisse e pubblicò alcuni carmi per celebrare il matrimonio tra il futuro imperatore Massimiliano I d'Asburgo e Maria di Borgogna. Il 19 giugno 1478 venne nominato lettore di poetica nell'università di Lovanio ruolo che gli fu confermato per un altro anno il 3 febbraio 1479. Il 22 dicembre del 1485 chiese di essere inserito nel senato dell'università in modo di potere continuare la sua attività d'insegnante; vedendosi negare questo diritto tra giugno e luglio del 1486 tenne la sua ultima lezione e abbandonò l'insegnamento.
Tra il 1479 e il 1486 compose altre due odi per Massimiliano, cosa che attirò l'attenzione dell'imperatore Federico III d'Asburgo che investì Bruno del titolo di conte palatino ; venne poi a partire dal 1494 nomitato dal nuovo imperatore Massimiliano I d'Asburgo suo consigliere.
Dei primi anni alla corte degli Asburgo si hanno poche notizie ma si sa che il 16 marzo 1493 il re di Napoli Ferrante si riferì a Bruno come ambasciatore dell'imperatore e lo ringraziò per l'accoglienza riservata all'ambasciatore partenopeo. Nel 1495 per i servigi resi alla casa d'Asburgo a Bruno venne concesso di utilizzare l'aquila imperiale nel suo stemma.
Col passare degli anni l'influenza di Ludovico Bruno alla corte asburgica nel merito degli affari italiani continuò ad aumentare: nel 1494 intervenne a favore di Ercole I d'Este permettendogli di mantenere il suo ducato e nel 1495 venne investito del ruolo di responsabile della cancelleria latina; nel 1496 insieme a Walter Von Stadion fu inviato a Firenze per convincere la Signoria a entrare in una lega antifrancese voluta dall'imperatore, missione che si risolse in un nulla di fatto
Fu nominato il 9 gennaio 1499 vescovo di Acqui da papa Alessandro VI e nello stesso anno indisse un sinodo diocesano; nel 1502 si trovò a Saluzzo per conto del marchese del Monferrato come ambasciatore nel tentativo di riottenere i territori monferrini che erano stati sottratti con la forza dai saluzzesi.  
La sua attività pastorale si divise per tutto il resto della sua vita con quella diplomatica: alla morte di papa Alessandro VI fu inviato nella repubblica di Venezia per trattare la restituzione delle terre che i veneziani avevano occupato in Romagna. Nel 1504 si trovò nuovamente ad Acqui dove istituì la cappellania presso l'altare di Nostra Signora delle Grazie in cattedrale con il beneficio costituito dal canonico Domenico de Occhi.
A partire dal 1506 Ludovico Bruno si trasferì a Roma in veste di ambasciatore dell'imperatore..
Nel 1508 presente in Diocesi decise che la donazione che le monache di San Latronorio di Morsasco ogni anno corrispondevano al capitolo della cattedrale sarebbe stato da quel momento dato direttamente al vescovo.
Rientrato a Roma lì morì improvvisamente il 6 febbraio 1508.